# Ельцино (Владимирская область)
Ельцино — село в Кольчугинском районе Владимирской области России, входит в состав Раздольевского сельского поселения.

## География
Село расположено в 12 км на юго-восток от центра поселения посёлка Раздолье и в 17 км на юго-восток от райцентра города Кольчугино.

## История
В патриарших окладных книгах под 1646 годом отмечена "церковь Воскресение Христово в селе Ельцыне в Малом Рожку, дани два алтына две деньги, десятильничьих и заезда гривна". Под 1667 годом показано в тех же книгах, что при Воскресенской церкви были приделы Успения Пресвятой Богородицы и Николая Чудотворца. В 1713 году местным вотчинником, боярином и князем Петром Ивановичем Хованским, построена новая деревянная церковь, которая освящена во имя Празднования Успения Пресвятой Богородицы, освятить церковь было поручено игумену Волосова монастыря Николаю. В 1819 году вместо деревянной церкви, пришедшей в ветхость, на средства местных вотчинников, генерал-адъютанта Ивана Николаевича Римского-Корсакова (1754-1831) и графини Екатерины Петровны Строгановой (1744-1815), дочери Петра Никитича Трубецкого и княжны Анастасии Васильевны Хованской, устроен каменный храм Успения Божией Матери. Вероятно тогда же устроена и каменная колокольня (верхние ярусы разрушены в советское время). В 1836 году устроен под колокольней тёплый храм Николая Чудотворца, так что колокола помещаются в его куполе. В селе Ельцыне с 1883 года существовала земская народная школа.
В конце XIX — начале XX века село входило в состав Дубковской волости Покровского уезда, с 1924 года — в Кольчугинской волости Александровского уезда. 
С 1929 года и вплоть до 2005 года село являлось центром Ельцинского сельсовета в составе Кольчугинского района.
До 2007 года в селе работала Ельцинская Начальная Общеобразовательная Школа.

## Население
| 1859 | 1905 | 1926 | 2002 | 2010 | 2021 |
| ---- | ---- | ---- | ---- | ---- | ---- |
| 374  | ↘309 | ↘288 | ↘166 | ↘112 | ↗117 |

## Современное состояние
В селе находятся фельдшерско-акушерский пункт, отделение почтовой связи 601764.

## Достопримечательности
В селе находится недействующая Церковь Николая Чудотворца (1836) и восстанавливаемая Церковь Успения Пресвятой Богородицы (1819).